# News and People
Le News and People est un magazine sud-coréen, de sensibilité conservatrice.